# Лав, Рон
Рон Лав (исп. Ron Love; 4 июля 1951 года Детройт, штат Мичиган, США) — американский профессиональный бодибилдер, победитель профессиональных турниров Сан-Франциско Про 1991, Ниагара Фаллз Про 1989, Чемпионат мира Про 1987, Нашионалс 1985. Участник более 70-ти профессиональных соревнований.

## Биография
Рон Лав родился в 1951 году в Детройте штат Мичиган (Detroit, Michigan). С детства занимался игровыми видами спорта бейсбол, футбол, баскетбол. Играл за команду школы Дерби с которой многократно выигрывал школьный чемпионат по бейсболу.
С 1971 года работал полицейским. В 1975 году был ранен на службе, после этого инцидента пришлось пройти курс восстановления, заняться спортом, что побудило к занятиям тяжелой атлетикой и бодибилдингом. Всего через полтора года Рон Лав стал девятым на Чемпионате Мичигана по бодибилдингу.
1982 году дебютировал на турнире «Нашионалс» где стал 16-м, но уже через три года в 1985 одержал победу в этом турнире и получил проф карту. В 1986 он занял 9-е место на Мистер Олимпия.
В следующем году одержал победу на Чемпионате мира Про 1987 года, где его соперниками были Ли Лабрада и Альберт Беклес. Начиная с 1987 года Рон Лав старался не пропускать ни одного конкурса по бодибилдингу. С 1987 по 1991 год в 17 конкурсах он был среди пяти сильнейших культуристов. В 1993 году в возрасте 42 лет Рон Лав завершил свою карьеру в профессиональном бодибилдинге.
После завершения спортивной карьеры Рон Лав занялся бизнесом. Владеет собственным спортивным клубом, проводит семинары и лекции. Организовал собственный ежегодный ткрнир «Ron Love Hall of Fame Classic».

## Интересные факты
- На момент завершения карьеры Рон был чемпионом по количеству проф конкурсов IFBB в которых ему довелось участвовать.
- Рон Лав продолжает активно заниматься бодибилдингом.

## Карьера в бодибилдинге

### История выступлений
- Соревнование Место
- Гран При Англия 1993 9
- Мистер Олимпия 1993 14
- Гран При Германия 1993 9
- Арнольд Классик 1993 11
- Айронмен Про 1993 11
- Гран При Испания 1993 8
- Гран При Финляндия 1993 6
- Гран При Франция 1993 7
- Гран При Франция 1993 9
- Гран При Голландия 1992 6
- Мистер Олимпия 1992 9
- Питсбург Про 1992 5
- Арнольд Классик 1992 12
- Айронмен Про 1992 8
- Гран При Англия 1992 7
- Гран При Германия 1992 8
- Гран При Италия 1992 7
- Гран При Финляндия 1991 2
- Гран При Швейцария 1991 2
- Гран При Англия 1991 4
- Гран При Испания 1991 2
- Гран При Италия 1991 2
- Гран При Дания 1991 3
- Мистер Олимпия 1991 11
- Ночь чемпионов 1991 5
- Сан-Франциско Про 1991 1
- Питсбург Про 1991 6
- Арнольд Классик 1991 14
- Гран При Англия 1990 10
- Гран При Германия 1990 11
- Гран При Голландия 1990 15
- Гран При Италия 1990 13
- Гран При Финляндия 1990 12
- Гран При Франция 1990 9
- Мистер Олимпия 1990 12
- Ночь чемпионов 1989 5
- Арнольд Классик 1989 8
- Гран При Англия 1989 8
- Гран При Германия 1989 8
- Гран При Голландия 1989 10
- Гран При Испания 1989 8
- Гран При Испания 1989 6
- Гран При Мельбурн 1989 5
- Гран При Финляндия 1989 7
- Гран При Франция 1989 7
- Гран При Швеция 1989 8
- Мистер Олимпия 1989 10
- Ниагара Фаллз Про 1989 1
- Чемпионат мира Про 1989 6
- Мистер Олимпия 1988 9
- Гран При Англия 1988 11
- Гран При Германия 1988 7
- Гран При Греция 1988 8
- Гран При Испания 1988 10
- Гран При Испания 1988 6
- Гран При Италия 1988 6
- Гран При Франция 1988 7
- Ночь чемпионов 1987 3
- Гран При Германия 1987 10
- Гран При Германия 1987 7
- Гран При Франция 1987 9
- Детройт Про 1987 3
- Мистер Олимпия 1987 9
- Чемпионат мира Про 1987 1
- Мистер Олимпия 1986 8
- Ночь чемпионов 1986 2
- Чемпионат США 1985 6 в категории Тяжелый вес
- Нашионалс 1985 1 в категории Тяжелый вес
- Чемпионат Мира любительский 1985 3 в категории Тяжелый вес
- Нашионалс 1983 11 в категории Тяжелый вес
- Чемпионат США 1983 13 в категории Тяжелый вес
- Нашионалс 1982 16 в категории Полутяжёлый вес